# East Dunbartonshire
Východní Dunbartonshire (anglicky East Dunbartonshire, Siorrachd Dhùn Bhreatainn an Ear ve Skotské gaelštině) je správní oblast Skotska, která se nalézá ve středním pásu. Sousedí s oblastmi Západní Dunbartonshire, Stirling a Severní Lanarkshire.

## Důležitá města a vesnice
- Bearsden
- Bishopbriggs
- Kirkintilloch
- Lennoxtown
- Lenzie
- Milngavie
- Milton of Campsie
- Torrance
- Twechar